# Сивосинкаво шапиче
Сивосинкавото шапиче (Alchemilla glaucescens) е вид растение, принадлежащо към семейство Розови. Включено е в списъка на лечебните растения съгласно Закона за лечебните растения.
Видът произхожда от Европа.